# Sant'Eustachio
Sant'Eustachio és un rioni de Roma, situat entre el Panteó i la Piazza Navona, recorre el centre històric de Roma fins al jaciment arqueològic de la plaça Largo di Torre Argentina. La seva ubicació cèntrica atreu visitants als seus hotels de luxe i als carrers dels voltants, plens de trattories rústiques. Les cafeteries i els bars informals atreuen clients els dies laborables. L'església de San Luigi dei Francesi alberga tres obres mestres de Caravaggio, entre les quals es troba "La vocació de Sant Mateu".